# Cua de ventall de Biak
El cua de ventall de Biak (Rhipidura kordensis) és un ocell de la família dels ripidúrids (Rhipiduridae).

## Hàbitat i distribució
Habita l'illa de Biak.